# Donald et Pluto
Pour plus de détails, voir Fiche technique et Distribution.
Donald et Pluto (Donald and Pluto) est un dessin animé de la série des Mickey Mouse produit par Walt Disney pour United Artists et sorti le 12 septembre 1936. Il présente pour la première fois Donald Duck et le chien Pluto sans Mickey Mouse.

## Synopsis
Donald est plombier et utilise pour son travail un énorme aimant. Malheureusement, il égare son outil qui arrive après plusieurs péripéties dans le ventre de Pluto ce qui crée de nombreuses scènes humoristiques avec par exemple la gamelle métallique de Pluto.

## Fiche technique
- Titre original : Donald and Pluto
- Autres Titres[2] :
  - Allemagne : Donald und Pluto
  - Argentine : Donald y Pluto
  - États-Unis : Flying Trapeze (version en 8 mm)
  - Finlande : Aku Ankka ja Pluto
  - France : Donald et Pluto
  - Suède : Don Donald och Pluto, Kalle Anka och Pluto, Kalle och Pluto, Kalle Anka som rörmokare
- Série : Mickey Mouse mais il n'y apparaît pas
- Réalisateur : Ben Sharpsteen
- Animateur : Al Eugster, Bill Roberts
- Musique : Frank Churchill
- Voix : Pinto Colvig (Pluto), Clarence Nash (Donald)
- Producteur : Walt Disney
- Société de production : Walt Disney Productions
- Société de distribution : United Artists
- Pays d'origine :  États-Unis
- Langue : Anglais américain
- Format : Couleur (Technicolor) — 35 mm — 1,37:1 — Son : Mono (RCA Victor High Fidelity Sound System)
- Durée : 8 min
- Date de sortie : 
  -  États-Unis : 12 septembre 1936

## Voix françaises
- Sylvain Caruso : Donald Duck

## À noter
- Ce film est une seconde tentative, après Mickey patine (1935) d'associer Donald et Pluto mais comme le fait remarquer John Grant, leur association n'étant pas intéressante [3]: « Le problème est ainsi qu'il n'a pas été possible de trouver une formule mêlant le violent humour explosive du canard avec le style plus calme de Pluto, autrement que par le fait que Donald tourmente Pluto ».